# Файе, Габриэль

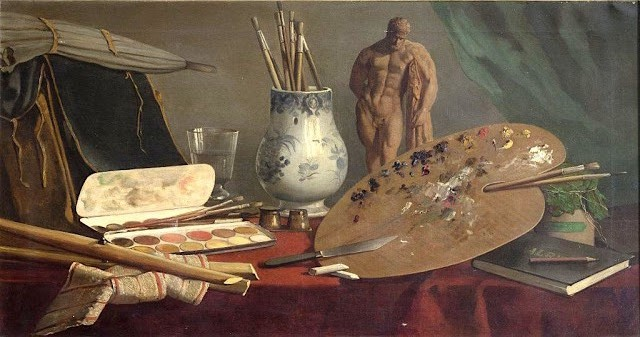
Натюрморт с палитрой. 1880 г.

Пьер Антуан Габриэль Файе (англ.  Pierre Antoine Gabriel Fayet; 17 декабря 1832, Безье — 19 января 1899, там же) — французский художник.

## Биография
Родился на юге Франции — в Безье. Представитель семьи художников. Его брат Леон Файе (1826—1880) и сын Гюстав Файе (1865—1925) также были художниками. Сын — известный коллекционер живописи и меценат.
Нынешний Музей изящных искусств Безье расположен в отеле Fabregat, который был завещан городу семьёй Гюстава Файе.
Учился живописи у Шарля-Франсуа Добиньи. Известен в первую очередь как пейзажист и мастер натюрморта.

Картины Габриэля Файе
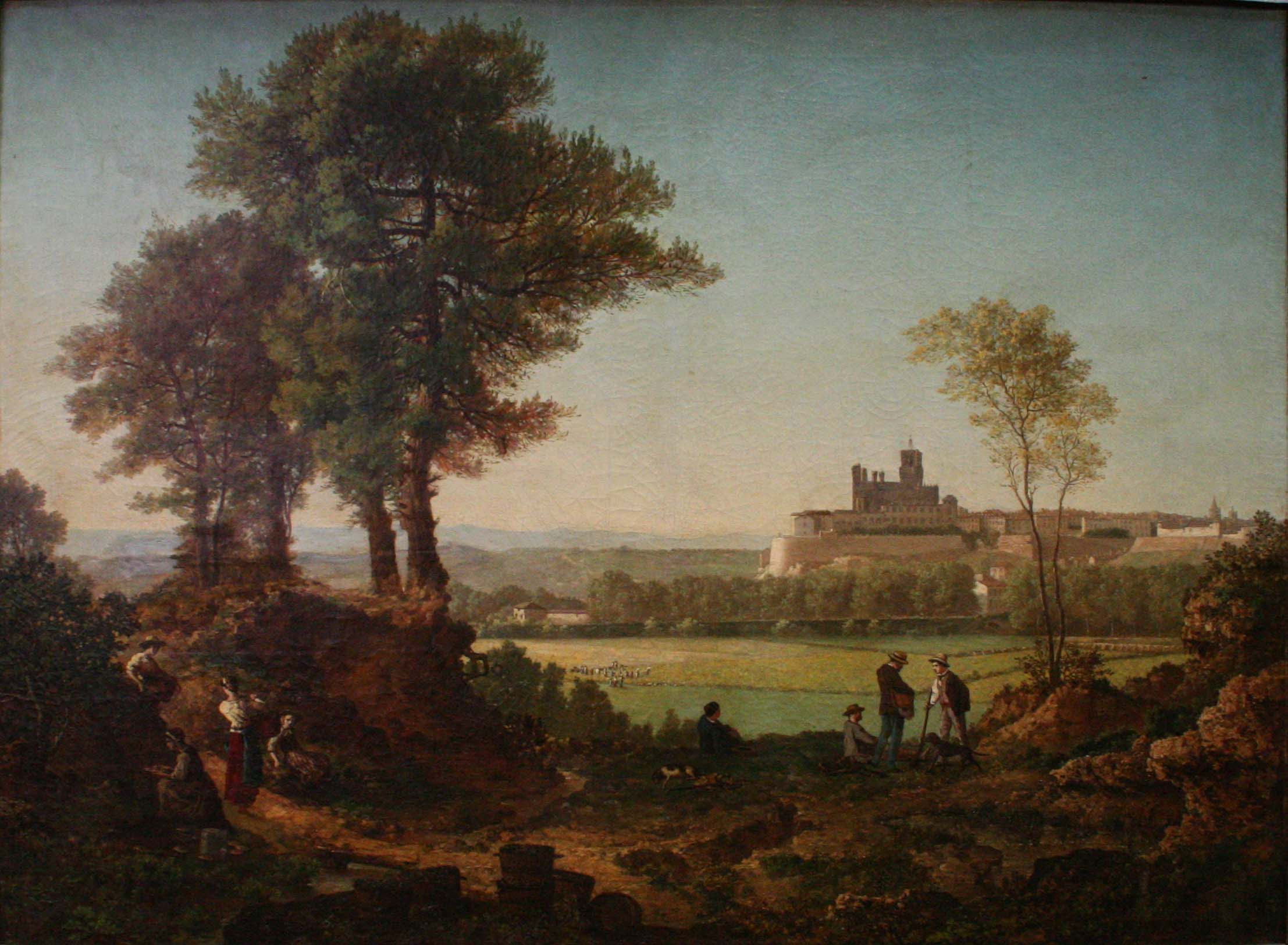
Пейзаж с видом Безье, Музей изящных искусств Безье
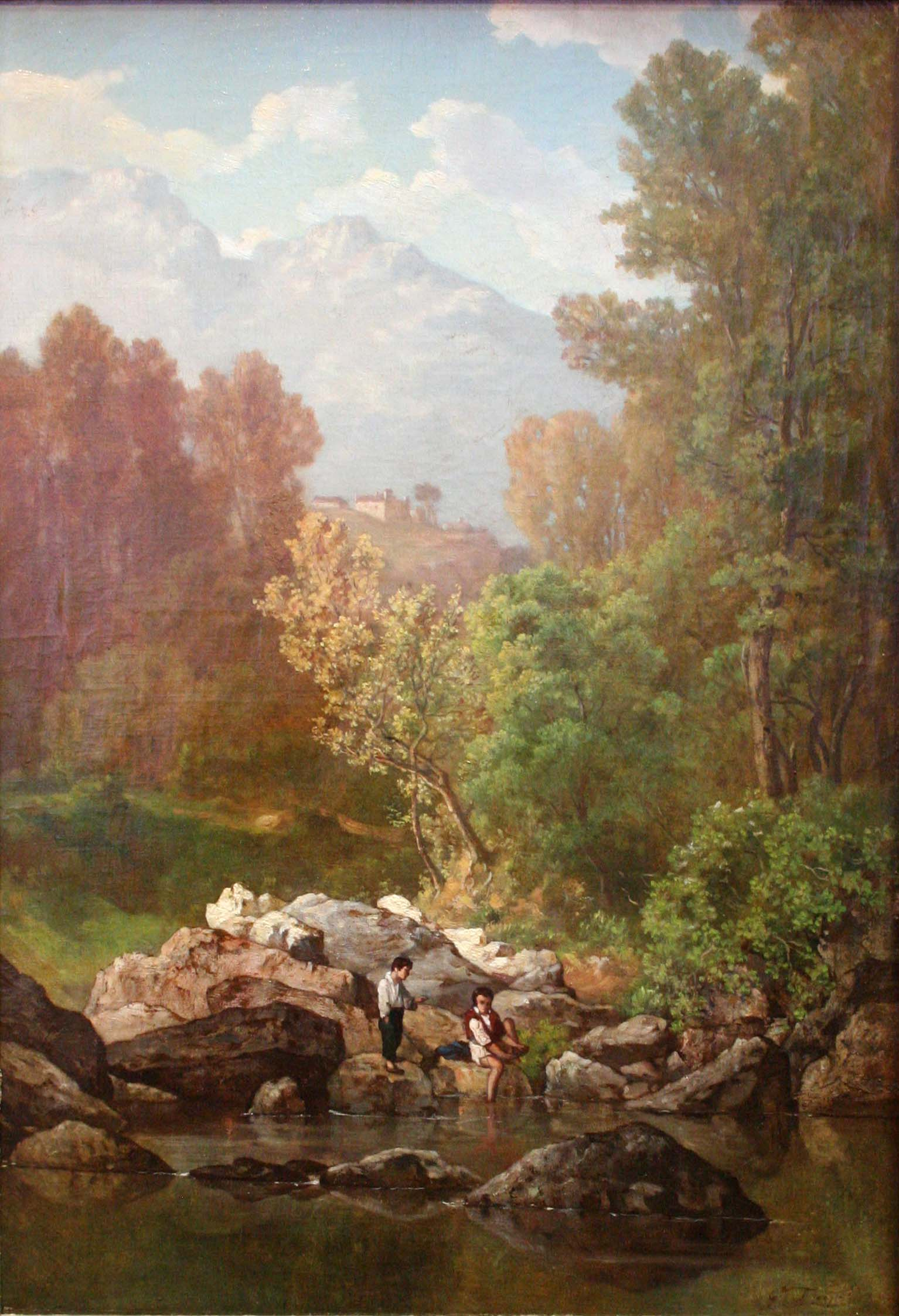
Дети у реки, Музей изящных искусств Безье
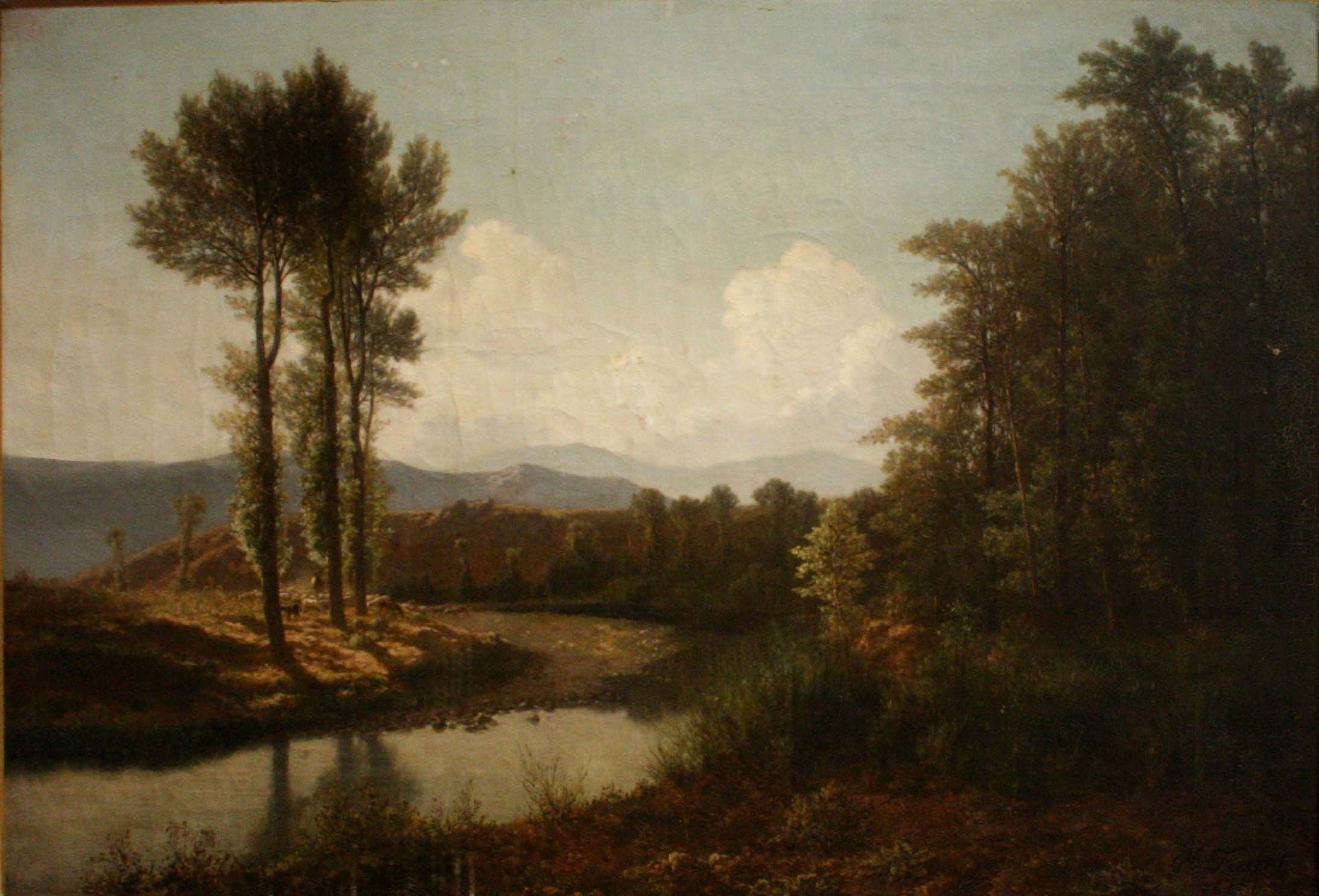
Пейзаж (1862), Музей изящных искусств Безье